# Perigrami
Perigrami je šesnaesta po redu knjiga književnika Perice Jokića, objavljena u izdanju Kluba pisaca “Kosta Solev Racin” (Veles, 2019).

## Karakteristike knjige
Knjiga Perigrami rađena je sa dvostrukom naslovnom stranom. S jedne strane knjiga se čita na srpskom jeziku , a sa druge strane ista knjiga se čita na makedonskom jeziku . Perigrame na makedonski preveo je Dimitar I. Vilazorski, makedonski satiričar i pesnik iz Velesa.
Knjiga ima po 62 stranice čitana s jedne ili sa druge strane (sa srpske ili makedonske).
Knjiga sadrži 125 perigrama. Svaki perigram je predstavljen i odgovarajućim grafičkim prikazom.
Knjiga Perigrami svoju premijeru na makedonskom jeziku imala je na elektronskom sajtu Strumicaonline, da bi, tri godine kasnije, perigrami bili odjedinjeni u jednu celinu i tako objavljeni kao knjiga.

## Stil
Perigrami su pisani upotrebom krnjeg perfekta, u obliku koji koriste novinari pri naslovljavanju svojih članaka. To za efekat ima smeštanje zbivanja in medias res. Iz tog razloga, čitalac će imati utisak da čita samo novinske naslove rasterećene bilo čega suvišnog.

## Priče u kapsulama
Jokićevi perigrami su aforizmi čija je priča zgusnuta u kapsule od svega par reči. Ono što se, pritom, realizuje jeste semantički potencijal reči koji se često dovede do slike ili, čak, višestrukih slika. Perigrame prati naizgled dečje začuđenost pred svetom, kao i sveprisutna sklonost ka igranju i osvajanju novih imaginativnih prostora.

## Format knjige
Pored toga što je knjiga štampana u uobičajenom formatu 14x21 cm, ona je štampana i u formatu 14x10 cm
Perigrami

## Spoljašnje veze
- „Perigrami“ Beranca Perice Jokića osvojili Sjevernu Makedoniju, sajt Espona, 14.6.2019. Архивирано на веб-сајту  (26. јун 2019)
- Perica Jokić - Perigrami
- PRIČE U KAPSULAMA, Bojan Rajević, recenzija, Književni pregled br.21, "Alma", Beograd, 2019
- PERIGRAMI - Perica Jokić, Književni pregled br.21, "Alma", Beograd 2019